# Камелія Тодорова
Камелія Тодорова (болг. Камелия Тодорова, нар. 21 січня 1954 року, Софія, НРБ) — болгарська поп-співачка та акторка. Почесна громадянка Софії.

## Біографія
Камелія Тодорова народилася 21 січня 1954 року в Софії. В дитинстві займалася художньою гімнастикою та балетом. У 1976 році Тодорова закінчила Болгарську державну консерваторію. Камелія почала брати участь у вокальних конкурсах, а в 1980 році вийшов перший альбом співачки «Софийски диксиленд и Камелия Тодорова». Паралельно зі співацькою кар'єрою Тодорова також брала участь у телевізійних та кінематографічних проєктах. Другий альбом Камелії «2 Souls in 1» вийшов у 1991 році. Поступово Тодорова стала однією з найпопулярніших співачок Болгарії.

## Дискографія
- Софийски диксиленд и Камелия Тодорова (1980)
- 2 Souls in 1 (1991)
- Настроение (1994)
- Привличане (1996)
- Pearls (2000)
- Pleasure (2003)
- Feels Like... (2006)